# あっぱれ!!さんま大教授
『あっぱれ!!さんま大教授』（あっぱれさんまだいきょうじゅ）は、2004年11月7日から2007年9月23日までフジテレビで放送されていたトークバラエティ番組。

## 概要
前番組『さんま大先生が行く!』の収録はオールロケで行われていたが、本番組へのリニューアルでゲストを招いてのスタジオトーク形式へと戻った。基本的には芸能人を招いていたが、番組スタッフがゲスト出演する場合もあった。また、ゲストは基本的に単発出演で、2週連続で出演した美輪明宏と所ジョージ以外に同じ人物が出演するケースは見られなかった。
フジテレビ・長野放送・テレビ静岡での放送時間は、2005年3月27日までは日曜 13:00 - 13:30で、同年4月3日からは日曜 13:10 - 13:35だった（テレビ静岡では不定期で休止になる場合あり）。その他の系列局でも遅れネットで放送。
フジテレビでは2006年4月2日以降、直前枠で放送されていた『ウチくる!?』との間のステーションブレイクが無くなり、CMを挟まずに直接切り替わるようになった。同年10月15日からはこれに加え、13:35からの『バイキング』（2007年4月からは『ザ・NIPPON検定』）へもCMを挟まずに切り替わるようになった。系列局で唯一『ウチくる!?』と本番組と『ザ・NIPPON検定』の3番組を連続で同時ネットしていた長野放送でも同様の措置が取られていた。2007年1月7日放送分からは、地上デジタル放送ではハイビジョン (16:9) 放送となった。
2007年10月7日に『あっぱれ!!さんま新教授』と題してリニューアルし、放送時間を13:10 - 13:55（フジテレビの場合）に拡大した。

## 出演者
- 教授：明石家さんま
- 助手アナ：斉藤舞子（フジテレビアナウンサー）
- 助手：黒岩伶奈
- ナレーター：富田耕生[注釈 1]

## スタッフ
- 構成：大岩賞介、詩村博史、藤沢めぐみ
- SW：高田治
- カメラ：藤本伸一
- 音声：森田篤
- 映像調整：田畑司
- 照明：高木一成
- 音響効果：中村友美
- VTR編集：鈴木敬二 (D-Craft)
- MA：石川英男
- 美術プロデューサー：清水淳司
- 美術デザイン:山本修身
- 美術進行：村瀬大
- 大道具：菅原英一
- 装飾：安部俊彦
- アクリル装飾：佐藤則雄
- 衣裳：小濱祐見子
- スタイリスト：山下貢理子
- メイク：高梨由美子
- 植木装飾：佐川忠由
- 特殊装置：青木紀和
- タイトル：山形憲一
- CG：D-SHOP
- TK：楮本眞澄
- ディレクター：窪田豊（Q3 Company）、藤井貴代美、鈴木剛、大村嘉範
- アシスタントプロデューサー：亀高美智子
- 演出：三宅恵介
- プロデューサー：加茂裕治
- 技術協力：ニユーテレス、FLT、3×7、IMAGICA
- 制作：フジテレビバラエティ制作センター
- 制作著作：フジテレビジョン

## ネット局と放送時間
| 放送対象地域   | 放送局                    | 系列                                         | 放送曜日と時間     | 放送日の遅れ | 備考       |
| -------------- | ------------------------- | -------------------------------------------- | ------------------ | ------------ | ---------- |
| 関東広域圏     | フジテレビ（CX）          | フジテレビ系列                               | 日曜 13:10 - 13:35 | 制作局       | 制作局     |
| 長野県         | 長野放送（NBS）           | フジテレビ系列                               | 日曜 13:10 - 13:35 | 同時ネット   | [ 注釈 2 ] |
| 静岡県         | テレビ静岡（SUT）         | フジテレビ系列                               | 日曜 13:10 - 13:35 | 同時ネット   | [ 注釈 3 ] |
| 北海道         | 北海道文化放送（uhb）     | フジテレビ系列                               | 不定期放送         | 不明         |            |
| 宮城県         | 仙台放送（OX）            | フジテレビ系列                               | 不定期放送         | 不明         |            |
| 秋田県         | 秋田テレビ（AKT）         | フジテレビ系列                               | 月曜 16:00 - 16:25 | 8日遅れ      |            |
| 山形県         | さくらんぼテレビ（SAY）   | フジテレビ系列                               | 金曜 15:55 - 16:21 | 40日遅れ     |            |
| 福島県         | 福島テレビ（FTV）         | フジテレビ系列                               | 火曜 15:00 - 15:25 | 135日遅れ    |            |
| 新潟県         | 新潟総合テレビ（NST）     | フジテレビ系列                               | 日曜 14:05 - 14:30 | 147日遅れ    |            |
| 石川県         | 石川テレビ（ITC）         | フジテレビ系列                               | 火曜 15:00 - 15:26 | 不明         |            |
| 福井県         | 福井テレビ（FTB）         | フジテレビ系列                               | 月曜 19:00 - 19:25 | 15日遅れ     |            |
| 中京広域圏     | 東海テレビ（THK）         | フジテレビ系列                               | 木曜 25:35 - 26:05 | 109日遅れ    |            |
| 岡山県・香川県 | 岡山放送（OHK）           | フジテレビ系列                               | 金曜 15:00 - 15:25 | 33日遅れ     |            |
| 広島県         | テレビ新広島（TSS）       | フジテレビ系列                               | 水曜 15:30 - 15:55 | 不明         |            |
| 高知県         | 高知さんさんテレビ（KSS） | フジテレビ系列                               | 日曜 9:00 - 9:25   | 7日遅れ      |            |
| 福岡県         | テレビ西日本（TNC）       | フジテレビ系列                               | 木曜 16:30 - 16:55 | 25日遅れ     |            |
| 大分県         | テレビ大分（TOS）         | フジテレビ系列 日本テレビ系列                | 金曜 10:25 - 10:55 | 不明         |            |
| 宮崎県         | テレビ宮崎（UMK）         | フジテレビ系列 日本テレビ系列 テレビ朝日系列 | 木曜 10:45 - 11:10 | 25日遅れ     |            |
| 鹿児島県       | 鹿児島テレビ（KTS）       | フジテレビ系列                               | 日曜 9:00 - 9:25   | 133日遅れ    |            |
| 沖縄県         | 沖縄テレビ（OTV）         | フジテレビ系列                               | 火曜 14:05 - 14:30 | 16日遅れ     |            |
| 青森県         | 青森テレビ（ATV）         | TBS系列                                      | 日曜 11:00 - 11:26 | 不明         |            |
| 徳島県         | 四国放送（JRT）           | 日本テレビ系列                               | 木曜 17:05 - 17:30 | 不明         |            |

- フジテレビでの放送終了後にも、他のローカル局で録画ネットされていた可能性もある。